# تبيان عملي

عرض نسج في كوخ برينيجار

التبيان العملي أو التبيان الإيضاحي هو شرح يعتمد على إظهار السبب أو الإثبات، أو استخدام أمثلة أو تجارب أو أي مجموعة منهم. التبيان العملي ببساطة هو الشرح بوضوح، وغالبًا ما يستعمل الإيضاح التبياني في مجال التدريس في الحالات التي يجد الطلاب فيها صعوبة في ربط النظريات بالممارسة الفعلية أو في حالة صعوبة فهم تطبيق النظريات، وفي كثير من الحالات يشارك المدرسون أنفسهم في نشاطات التبيان العملية لتطوير مهاراتهم وأساليبهم في التدريس.

## دور المدرسين
على الرغم من محدودية الأدبيات في هذا المجال، فإن الدراسات تشير إلى أن لمعلمي التبيان العملي دور مهم في نجاح هذا النوع من التدريس إذ عليهم تغيير منظورهم تجاه دور الطلاب في عملية التعلم، والتفكير بعمق في استراتيجيات التعليم التي يتبعونها، كما عليهم تحمل المزيد من المسؤولية الشخصية تجاه تعلم الطلاب.